# Пегановское сельское поселение
Пегановское се́льское поселе́ние — муниципальное образование в Бердюжском районе Тюменской области Российской Федерации.
Административный центр — село Пеганово.

## История
Статус и границы сельского поселения установлены Законом Тюменской области от 5 ноября 2004 года № 263 «Об установлении границ муниципальных образований Тюменской области и наделении их статусом муниципального района, городского округа и сельского поселения».

## Население
| 2010 | 2011 | 2012 | 2013 | 2014 | 2015 | 2016 |
| ---- | ---- | ---- | ---- | ---- | ---- | ---- |
| 865  | ↘862 | ↘841 | ↘829 | ↘823 | ↘811 | ↘795 |
| 2017 | 2018 | 2019 | 2020 | 2021 | 2023 |      |
| ↘790 | ↘777 | ↘759 | ↘748 | ↗770 | ↘762 |      |

## Состав сельского поселения
| № | Населённый пункт | Тип населённого пункта       | Население |
| - | ---------------- | ---------------------------- | --------- |
| 1 | Останино         | деревня                      | 111       |
| 2 | Пеганово         | село, административный центр | 754       |